# Freeland, Washington
Freeland är en ort i Island County i delstaten Washington, USA.